# Jacqueline Gourault
Pour les articles homonymes, voir Gourault.
Jacqueline Gourault, née le 20 novembre 1950 à Montoire-sur-le-Loir (Loir-et-Cher), est une femme politique française.
Sénatrice de 2001 à 2017 et vice-présidente du Sénat de 2014 à 2017, elle est nommée ministre auprès du ministre d'État, ministre de l'Intérieur, Gérard Collomb, en 2017. Issue de l'UDF, elle est également vice-présidente du Mouvement démocrate (MoDem) chargée de la formation et des élus. En 2018, elle est nommée ministre de la Cohésion des territoires et des Relations avec les collectivités territoriales. Elle est nommée au Conseil constitutionnel par le président Emmanuel Macron en 2022.

## Origines et profession
Née Jacqueline Germaine Marthe Doliveux, elle est la fille de Martial Doliveux, un marchand de bestiaux de Montoire-sur-le-Loir, et de son épouse Madeleine, travaillant avec lui. Son époux, Gérard Gourault, a repris l'élevage de chevaux de son père,.
Après une licence d'histoire à l'université de Tours, elle obtient le CAPES d'histoire-géographie et devient enseignante au lycée Sainte-Marie de Blois, poste qu'elle occupe entre 1973 et 1997.

## Parcours politique

### Élue du Loir-et-Cher
Elle s'engage en politique en 1974, lors de la campagne présidentielle de Valéry Giscard d'Estaing. Élue conseillère municipale en 1983, elle est maire de La Chaussée-Saint-Victor de 1989 à 2014.
C'est en 1993, lors des élections législatives, que Jacqueline Gourault émerge sur la scène politique départementale en menant campagne contre Jack Lang, alors maire de Blois. Celui-ci est réélu avec 51,5 % des voix, mais elle parvient à faire annuler son élection par le Conseil constitutionnel, qui le condamne, en outre, à un an d'inéligibilité. Lors de l'élection partielle de 1994, le candidat socialiste, Michel Fromet, suppléant de Jack Lang en 1993, est élu avec 59,7 % des voix. En 1997, elle se présente de nouveau aux élections législatives et est défaite (46,8 %) face à Jack Lang.
En 1998, elle est une des rares élues de Loir-et-Cher à refuser toute alliance avec le Front national au conseil régional. Elle mène campagne pour Nicolas Perruchot (UDF), qui ravit la ville de Blois au PS lors des élections municipales de 2001.
Lors des élections régionales de 2004, elle est la tête de liste de l'UDF en région Centre. Sa liste arrive en quatrième position au niveau régional au premier tour, avec 13,7 % des voix. Elle fusionne au second tour avec la liste de l'UMP.
En mars 2014, elle est élue conseillère municipale à La Chaussée Saint-Victor sur la liste conduite par Stéphane Baudu. Elle est également conseillère communautaire de la Communauté d'agglomération de Blois « Agglopolys ».

### Sénatrice
En 2001, elle est élue au premier tour sénatrice dans le Loir-et-Cher. Elle est réélue sénatrice, également au premier tour, lors des élections sénatoriales de 2011. Elle est élue vice-présidente du Sénat en 2014.
Jacqueline Gourault s'oppose à la loi de 2013 ouvrant le mariage aux couples de personnes de même sexe.

### Dirigeante centriste
Après le départ de nombreux responsables centristes en 2002 pour l'UMP, Jacqueline Gourault reste fidèle à François Bayrou. Elle est membre du bureau exécutif de l’UDF en tant que vice-présidente exécutive. Contrairement à la plupart des parlementaires UDF qui se rallient à Nicolas Sarkozy lors du second tour de l'élection présidentielle de 2007, Jacqueline Gourault ne donne pas de consigne de vote. Elle fait partie de l'équipe dirigeante du Mouvement démocrate, créé le 1er décembre 2007. Présidente de la fédération MoDem de Loir-et-Cher, elle ne se représente pas à cette fonction lors des élections internes de 2008.
Elle soutient Alain Juppé pour la primaire présidentielle des Républicains de 2016 puis parraine Emmanuel Macron à l'élection présidentielle de 2017.

### Ministre sous la présidence d'Emmanuel Macron

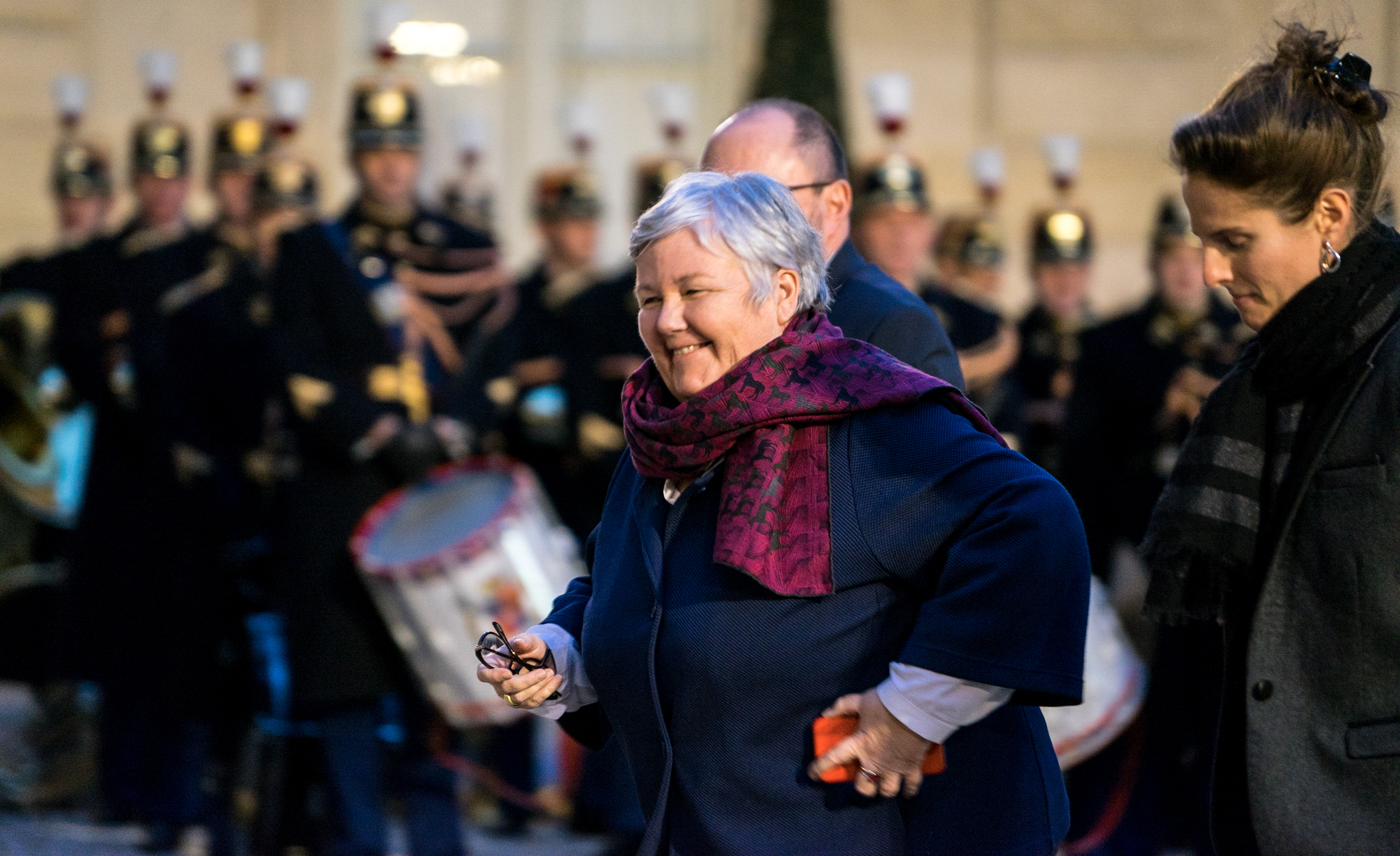
Jacqueline Gourault en 2018.

Elle est nommée ministre auprès du ministre d'État, ministre de l'Intérieur, Gérard Collomb, le 21 juin 2017, dans le deuxième gouvernement d'Édouard Philippe. Cette nomination intervient grâce à François Bayrou, selon ses propres dires,. Elle dispose d'un cabinet composé de huit personnes. Elle partage l'ensemble des attributions de son ministre de tutelle. Contexte indique qu'« auprès de Gérard Collomb, à la fibre plus sécuritaire, elle incarne la voix des territoires au gouvernement. Concrètement, elle reçoit chaque semaine des associations d’élus, se déplace auprès des maires, traite le dossier Corse quasiment en direct avec le Premier ministre ».
En septembre 2017, lors des élections sénatoriales, elle est réélue sénatrice. Restant au gouvernement, elle n'exerce pas ce mandat, puisqu'elle occupe déjà des fonctions gouvernementales.
Le 12 décembre 2017, le Premier ministre, Édouard Philippe, lui confie la fonction informelle de suivi du « dossier corse », à la suite de la victoire des nationalistes aux élections territoriales de 2017. Elle utilise l'expression de « prisonniers politiques » pour désigner des détenus de droit commun,. Les négociations restent bloquées.
Le 3 août 2018, le Premier ministre lui confie la mission d'ouvrir le dialogue entre les élus locaux du Haut et Bas-Rhin afin d'organiser la fusion de ces deux départements dans une « collectivité européenne » d’Alsace, en suite du rapport du préfet Jean-Luc Marx.
Le 16 octobre 2018, elle est nommée ministre de la Cohésion des territoires et des Relations avec les collectivités territoriales, succédant à Jacques Mézard.
En juillet 2021, le Sénat adopte en première lecture son projet de loi 3DS (initialement 4D). Si son objectif initial était de « donner du souffle à notre démocratie », son manque d'ambition a été critiqué initialement par les sénateurs, parmi lesquels Françoise Gatel. Le texte regroupe des mesures variées telles que la création d'un « contrat de mixité sociale » dans le cadre de la pérennisation de la loi SRU, d'un droit de véto aux maires pour l'installation d'éoliennes, le renforcement des pouvoirs du département pour le versement du RSA et des présidents des conseils régionaux sur l'ARS qui deviendraient co-présidents du conseil d'administration,,.

### Membre du Conseil constitutionnel
En février 2022, Emmanuel Macron propose de nommer Jacqueline Gourault au Conseil constitutionnel. Cette proposition suscite la polémique sur les bancs de l'opposition de droite, car contrairement à l'usage, Jacqueline Gourault n'est ni juriste, ni publiciste. Pour le souligner, lors de son audition à l’Assemblée nationale, Guillaume Larrivé présente des questions pointues. À l'inverse, Philippe Bas (ancien président de la commission des Lois du Sénat), a précisé que « le Conseil constitutionnel n’a pas seulement besoin de juristes, mais aussi des personnalités qui connaissent la société française ».
Cette nomination est validée par le Parlement le 23 février 2022 par 41 voix pour, 31 voix contre et 4 abstentions (29 voix pour et 15 voix contre pour les députés, 12 voix pour et 16 voix contre pour les sénateurs). Elle prête serment le 8 mars 2022.

## Détail des mandats et fonctions

### Au gouvernement
- 2017-2018 : ministre auprès du ministre d'État, ministre de l'Intérieur.
- 2018-2022 : ministre de la Cohésion des territoires et des Relations avec les collectivités territoriales.

### Au Sénat
- 2001-2017 : sénatrice, élue dans le Loir-et-Cher.
- 2014-2017 : vice-présidente du Sénat.

### Au niveau local
- 1989-2014 : maire de La Chaussée-Saint-Victor.
- 1992-2001 : conseillère régionale de la région Centre.
- 1998-2001 : conseillère générale de Loir-et-Cher, élue dans le canton de Blois-1.
- 2001-2005 : présidente de la communauté d'agglomération de Blois-Agglopolys.
- Depuis 2014 : conseillère municipale de La Chaussée-Saint-Victor.
- Depuis 2014 : conseillère communautaire de la communauté d'agglomération de Blois.

### Autres fonctions
- Vice-présidente de l'association des maires de France, chargée de l'intercommunalité.
- Depuis 2022 : membre du Conseil constitutionnel.

## Distinctions
Le 31 décembre 1997, Jacqueline Gourault est nommée au grade de chevalier dans l'ordre national de la Légion d'honneur au titre de « conseiller régional, maire ; 24 ans de services civils et de fonctions électives ».